# Pine Mountain
Pine Mountain é uma cidade  localizada no estado americano de Geórgia, no Condado de Harris e Condado de Meriwether.

## Demografia
Segundo o censo americano de 2000, a sua população era de 1141 habitantes.
Em 2006, foi estimada uma população de 1258, um aumento de 117 (10.3%).

## Geografia
De acordo com o United States Census Bureau tem uma área de 7,3 km², dos quais 7,0 km² cobertos por terra e 0,3 km² cobertos por água. Pine Mountain localiza-se a aproximadamente 267 m acima do nível do mar.

## Localidades na vizinhança
O diagrama seguinte representa as localidades num raio de 24 km ao redor de Pine Mountain.